# Timecode
Timecode é um filme estadunidense de 2000, com roteiro e direção de Mike Figgis.

## Sinopse
No filme, são rodadas quatro histórias simultâneas. Uma delas conta a rotina de um executivo abandonado pela mulher. Em outra um assassinato mobiliza várias pessoas e preocupa a polícia.

## Elenco
- Xander Berkeley — Evan Wantz
- Golden Brooks — Onyx Richardson
- Saffron Burrows — Emma
- Viveka Davis — Victoria Cohen
- Richard Edson — Lester Moore
- Aimee Graham — Sikh Nurse
- Salma Hayek — Rose
- Glenne Headly — Dava Adair, Terapista
- Andrew Heckler — Auditioning Actor
- Holly Hunter — Renee Fishbine, Executivo
- Danny Huston — Randy
- Daphna Kastner — Auditioning Actress
- Patrick Kearney — Drug House Owner
- Elizabeth Low — Penny, Assistente de Evan
- Kyle MacLachlan — Bunny Drysdale
- Mía Maestro — Ana Pauls
- Suzy Nakamura — Connie Ling
- Julian Sands — Quentin
- Jeanne Tripplehorn — Lauren
- Steven Weber — Darren
- Stellan Skarsgård — Alex Green
- Leslie Mann — Cherine